# Zemský okres Wittmund
Zemský okres Wittmund (německy Landkreis Wittmund) je zemský okres v německé spolkové zemi Dolní Sasko. Sídlem správy zemského okresu je město Wittmund. Má přibližně 57 tisíc obyvatel. 

## Města a obce
Města:
1. Esens
2. Wittmund

Obce:
1. Blomberg
2. Dunum
3. Eversmeer
4. Friedeburg
5. Holtgast
6. Langeoog
7. Moorweg
8. Nenndorf
9. Neuharlingersiel
10. Neuschoo
11. Ochtersum
12. Schweindorf
13. Spiekeroog
14. Stedesdorf
15. Utarp
16. Werdum
17. Westerholt